# Кахлан-хан
Кахлан (Кал)-хан (д/н—1547) — 7-й хівинський хан у 1540—1547 роках.

## Життєпис
Походив з роду Арабшахів, гілки Шибанідів. Онук Ядгар-хана, володаря Держави кочових узбеків. Син Амінека, що у 1508 році був претендентом на титул хана Ногайської Орди.
У 1520-х роках від свого зведеного брата Суфіян-хана отримав якесь володіння на півдні Хорезму. Втім не виявляв якихось політичних здібностей. 1538 року під час вторгнення шейбандіських військ до ханства втік до Даруни, де панував його небіж Дін-Мухаммед. Останній за підтримки туркменського племені хизир почав боротьбу з Шейбанідами. Зрештою 1540 року було укладено перемир'я. Невдовзі Дін-мухаммед оголосив Кахлана новим ханом. Втім остаточно відвоювати державу вдалося у 1541 року, коли Держава Шейбанідів фактично розпалася на декілька частин.
За його панування відбулася політична стабілізація та покращення економічного становища Хорезму. Втім довелося постійно протидіяти Абулазизщу, правителю Бухари. Помер Кахлан-хан 1547 року. Йому спадкував брат Агатай-хан.